# Gustaf Åkerlindh (industriman)
Johan Gustaf Åkerlindh, född 24 januari 1867, död 20 mars 1948, var en svensk industriman.
Åkerlindh var direktör för Uppsala ångqvarns AB 1908, chef för Folkhushållningskommissionens spannmålsavdelning, direktör för Svenska Kvarnföreningen 1919 och direktör för AB Svenska tobaksmonopolet sedan 1929. Han var en av de ledande krafterna i Stockholms handelskammare och sedan 1931 dess skattmästare.
Han är begravd på Uppsala gamla kyrkogård.